# Averhagen (Adelsgeschlecht, Münster)

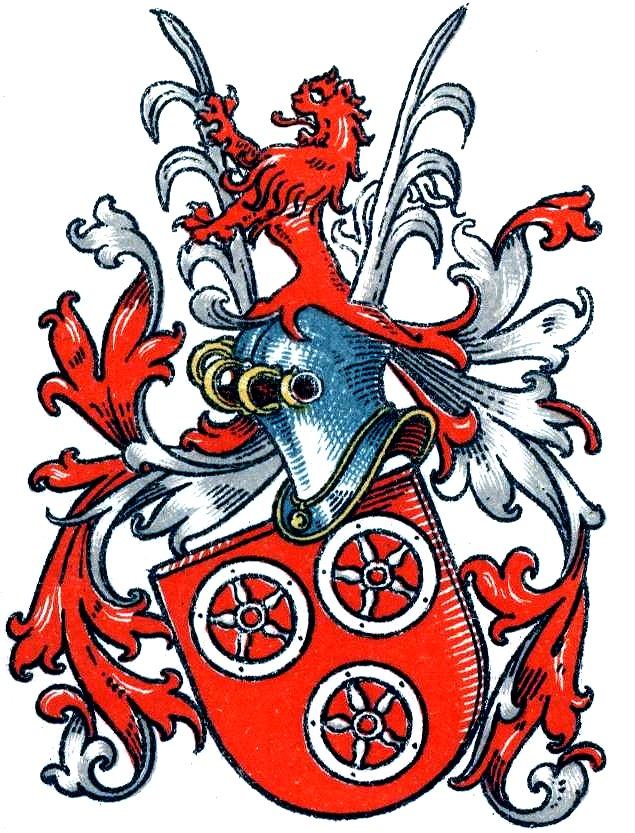
Wappen derer von Averhagen (Münster)

Die Herren von Averhagen (auch: Overhagen) waren ein westfälisches Adelsgeschlecht.

## Geschichte
Das Geschlecht war in Münster begütert. Eine Hilleken von Averhagen heiratete im 16. Jahrhundert Franz Grael, Mitglied des Münsteraner Erbmannsgeschlechts derer von Grael zu Haus Grael bei Münster, und wurde damit nicht nur Teil des Grael-Stammbaums, sondern auch des Stammbaums des Erbmanngeschlechts Bischopinck. Johann Averhagen (Overhagen), verheiratet mit Anna Ocken, war Händler und 1542 Stuhlherr. Ihm gehörte Hegentorp in Rinkerode. Ein Johann Averhagen war 1554 mit einer Gertrud von Oesede verheiratet und hatte mit dieser zwei Söhne, Johannes und Bernhard. Vermutlich gehörte auch Agnes von Averhagen (Overhagen) († 1613), 1549 Konventualin und 1579–1613 Priorin im Kloster St. Aegidii zu Münster, zum hier behandelten Geschlecht. Die Familie erscheint bis in das 17. Jahrhundert.
Bei Siebmacher erscheint das Wappen derer von Averhagen unter den „Burgundischen“, was eine Abstammung aus Holland, Flandern oder Brabant wahrscheinlich macht. 
Eine Verbindung zum Geschlecht derer von Averhagen zu Senden (Westfalen) oder zum im 13. Jahrhundert auftretenden Geschlecht derer von Averhagen / Overhagen zu Burg Overhagen in Lippstadt ist nicht bekannt.

## Wappen
Blasonierung: In Rot drei (2:1) silberne Räder. Auf dem Helm zwischen zwei nach außen mit je vier Blättern versehenen silbernen Schilfstauden ein wachsender roter Löwe. Die Helmdecken in rot-silber.